# Љутфи Хазири
Љутфи Хазири (алб. Lutfi Haziri; Ловце, 8. новембар 1969) албански је политичар. Бивши је председник општине Гњилане. Предводио је делегацију Косова и Метохије у разговорима о политичком статусу ове покрајине са Србијом у Бечу у фебруару 2006. Централна је личност политике Косова и Метохије, а био је кандидат за наследника покојног Ибрахима Ругове за председника Демократске лиге Косова (ДЛК).